# Lista siturilor arheologice din județul Gorj - T
Lista siturilor arheologice din județul Gorj - T conține toate siturile arheologice din județul Gorj înscrise în Repertoriul Arheologic Național (RAN) și aflate în localități al căror nume începe cu litera T. RAN este administrat de Ministerul Culturii și Patrimoniului Național și cuprinde date științifice, cartografice, topografice, imagini și planuri, precum și orice alte informații privitoare la zonele cu potențial arheologic, studiate sau nu, încă existente sau dispărute.
Puteți căuta un sit din localitățile care încep cu litera T folosind formularul de mai jos sau puteți naviga prin toate siturile din județ la Lista siturilor arheologice din județul Gorj.
| Cod RAN                                  | Denumire | Localitate                  | Adresă                      | Datare                          | Descoperit | Coordonate                                              | Imagine           | Erori            |
| ---------------------------------------- | --- | --------------------------- | --------------------------- | ------------------------------- | ---------- | ------------------------------------------------------- | ----------------- | ---------------- |
| 77821.02.01 (Cod LMI: GJ-I-s-B-09115)    | Așezarea romană de la Târgu Jiu - "Știubeiul lui Ionicioiu" / ansamblu anonim (Categorie: locuire civilă) (Tip: Așezare)                         | municipiul Târgu Jiu        | Știubeiul lui Ionicioiu     | sec. II                         |            | 45°02′00″N 23°36′00″E / 45.03333°N 23.6°E               | Încărcați imagine | Raportați eroare |
| 82403.01.01 (Cod LMI: GJ-I-m-A-09149.02) | Situl arheologic hallstattian de la Telești - "Curături" / ansamblu anonim (Categorie: locuire civilă) (Tip: Așezare)                            | sat Telești, comuna Telești | Curături                    | sec. VI - V a. Chr.             |            | 45°01′00″N 23°04′00″E / 45.01667°N 23.06667°E           | Încărcați imagine | Raportați eroare |
| 82403.01.02 (Cod LMI: GJ-I-m-A-09149.01) | Situl arheologic hallstattian de la Telești - "Curături" / ansamblu anonim (Categorie: locuire civilă) (Tip: Necropolă)                          | sat Telești, comuna Telești | Curături                    | sec. VI - V a. Chr.             |            | 45°01′00″N 23°04′00″E / 45.01667°N 23.06667°E           | Încărcați imagine | Raportați eroare |
| 78338.01.01 (Cod LMI: GJ-I-m-B-09148.02) | Situl arheologic de la Târgu Cărbunești - "Geminele" / ansamblu anonim (Categorie: locuire civilă) (Tip: Așezare)                                | oraș Tîrgu Cărbunești       | Geminele                    | Sălcuța                         |            | 44°58′00″N 23°32′00″E / 44.96667°N 23.53333°E           | Încărcați imagine | Raportați eroare |
| 78338.01.02 (Cod LMI: GJ-I-m-B-09148.01) | Situl arheologic de la Târgu Cărbunești - "Geminele" / ansamblu anonim (Categorie: locuire civilă) (Tip: Așezare)                                | oraș Tîrgu Cărbunești       | Geminele                    |                                 |            | 44°58′00″N 23°32′00″E / 44.96667°N 23.53333°E           | Încărcați imagine | Raportați eroare |
| 77821.01.01 (Cod LMI: GJ-I-s-B-09116)    | Așezarea medievală de la Târgu Jiu - "Câmpul lui Pătru" / ansamblu anonim (Categorie: locuire civilă) (Tip: Așezare)                             | municipiul Târgu Jiu        | Câmpul lui Pătru            | sec. XIV - XVI                  |            | 45°02′00″N 23°18′00″E / 45.03333°N 23.3°E               | Încărcați imagine | Raportați eroare |
| 82369.01.01 (Cod LMI: GJ-I-m-B-09151.01) | Situl arheologic de la Toiaga - "Curături" / ansamblu anonim (Categorie: locuire civilă) (Tip: Așezare)                                          | sat Toiaga, comuna Stoina   | Curături                    | geto-dacică sec. IV - I a. Chr. |            | 44°42′00″N 23°38′00″E / 44.7°N 23.63333°E               | Încărcați imagine | Raportați eroare |
| 82369.01.02 (Cod LMI: GJ-I-m-B-09151.02) | Situl arheologic de la Toiaga - "Curături" / ansamblu anonim (Categorie: locuire civilă) (Tip: Fortificație)                                     | sat Toiaga, comuna Stoina   | Curături                    | geto-dacică sec. II - I a. Chr. |            | 44°42′00″N 23°38′00″E / 44.7°N 23.63333°E               | Încărcați imagine | Raportați eroare |
| 82403.02.01 (Cod LMI: GJ-I-s-A-09150)    | Necropola hallstattiană de la Telești - "Livezile Mari" / ansamblu anonim (Categorie: descoperire funerară) (Tip: Necropolă)                     | sat Telești, comuna Telești | Livezile Mari               | sec. VI - V a. Chr.             |            | 45°01′00″N 23°04′00″E / 45.01667°N 23.06667°E           | Încărcați imagine | Raportați eroare |
| 82528.01.01 (Cod LMI: GJ-I-s-B-09152)    | Așezarea din epoca bronzului de la Topești - "Cetate" / ansamblu anonim (Categorie: locuire civilă) (Tip: Așezare)                               | sat Topești, oraș Tismana   | Cetate                      |                                 |            | 45°02′00″N 22°57′00″E / 45.03333°N 22.95°E              | Încărcați imagine | Raportați eroare |
| 77821.09.01 (Cod LMI: GJ-II-m-A-09189)   | Biserica "Sfinții Voievozi" de la Târgu Jiu / ansamblu Biserica "Sfinții Voievozi" (Categorie: structură de cult/religioasă) (Tip: Biserică)     | municipiul Târgu Jiu        | Piața Revoluției            | 1748 - 1764                     |            | 45°02′29″N 23°16′18″E / 45.0413861111°N 23.2717038889°E | Încărcați imagine | Raportați eroare |
| 77821.04.01 (Cod LMI: GJ-II-a-A-09185)   | Ansamblul Brăiloiu Cornea de la Târgu Jiu / ansamblu Ansamblul Brăiloiu Cornea / complex anonim (Categorie: construcție) (Tip: Curte boierească) | municipiul Târgu Jiu        | Bd. Teodoroiu Ecaterina 365 | sec. XVIII                      |            |                                                         | Încărcați imagine | Raportați eroare |
| 77821.04.01 (Cod LMI: GJ-II-a-A-09185)   | Ansamblul Brăiloiu Cornea de la Târgu Jiu / ansamblu Ansamblul Brăiloiu Cornea / complex Casa Brăiloiu (Categorie: construcție) (Tip: casă)      | municipiul Târgu Jiu        | Bd. Teodoroiu Ecaterina 365 | 1699                            |            |                                                         | Încărcați imagine | Raportați eroare |
| 77821.04.01 (Cod LMI: GJ-II-a-A-09185)   | Ansamblul Brăiloiu Cornea de la Târgu Jiu / ansamblu Ansamblul Brăiloiu Cornea / complex anonim (Categorie: construcție) (Tip: zid de incintă)   | municipiul Târgu Jiu        | Bd. Teodoroiu Ecaterina 365 | sec. XVIII                      |            |                                                         | Încărcați imagine | Raportați eroare |
| 77821.04.01 (Cod LMI: GJ-II-a-A-09185)   | Ansamblul Brăiloiu Cornea de la Târgu Jiu / ansamblu Ansamblul Brăiloiu Cornea / complex anonim (Categorie: construcție) (Tip: grajd)            | municipiul Târgu Jiu        | Bd. Teodoroiu Ecaterina 365 | sec. XVIII                      |            |                                                         | Încărcați imagine | Raportați eroare |
| 77821.04.02 (Cod LMI: GJ-II-a-A-09185)   | Ansamblul Brăiloiu Cornea de la Târgu Jiu / ansamblu Biserica "Adormirea Maicii Domnului" (Categorie: construcție) (Tip: Biserică)               | municipiul Târgu Jiu        | Bd. Teodoroiu Ecaterina 365 | 1694                            |            |                                                         | Încărcați imagine | Raportați eroare |
| 77821.03.01 (Cod LMI: GJ-II-m-B-09161)   | Biserica "Sf. Împărați" de la Târgu Jiu / ansamblu anonim (Categorie: structură de cult/religioasă) (Tip: biserică)                              | municipiul Târgu Jiu        | Str. Victoriei              | 1820-1830                       |            | 45°02′14″N 23°16′16″E / 45.03722°N 23.27111°E           | Încărcați imagine | Raportați eroare |
| 77821.03.02 (Cod LMI: GJ-II-m-B-09161)   | Biserica "Sf. Împărați" de la Târgu Jiu / ansamblu anonim (Categorie: structură de cult/religioasă) (Tip: Cimitir)                               | municipiul Târgu Jiu        | Str. Victoriei              | sec. XVIII-XIX                  |            | 45°02′14″N 23°16′16″E / 45.03722°N 23.27111°E           | Încărcați imagine | Raportați eroare |
| 77821.03.03 (Cod LMI: GJ-II-m-B-09161)   | Biserica "Sf. Împărați" de la Târgu Jiu / ansamblu anonim (Categorie: structură de cult/religioasă) (Tip: Locuire)                               | municipiul Târgu Jiu        | Str. Victoriei              | sec. XVIII-XIX                  |            | 45°02′14″N 23°16′16″E / 45.03722°N 23.27111°E           | Încărcați imagine | Raportați eroare |